# Eyes Without a Face
„Eyes Without a Face“ је песма Билија Ајдола, са албума  из 1983. године. Њени аутори су Ајдол и гитариста Стив Стивенс. У поређењу са осталим сингловима са албума, ова песма је лаганија и могла би се сврстати у баладе.

## Песма
Објављена 29. маја 1984. као други сингл са албума , песма је стигла на четврто место америчке Билборд хот 100 листе, и тако постала први Ајдолов хит пласиран међу првих десет песама на америчкој топ-листи.
У белешкама на омоту посебног издања албума , Били Ајдол је навео да је ова песма једна од прве три које су биле написане за албум - преостале две су биле насловна нумера и (Do Not) Stand In The Shadows. Оригинална верзија песме је снимљена у Студију А Електрик Леди Студија у Њујорку. Бас гитару је свирао Стив Вебер, а уместо ангажовања правог бубњара, коришћена је машина Лин ЛМ-1 (енгл. Linn LM-1).

Песму карактерише женски пратећи вокал Пери Листер која пева стихове Les yeux sans visage, што је превод назива песме на француски језик, и представља омаж филму „Очи без лица“ из 1960. француског режисера Жоржа Франжија који је послужио као инспирација за стихове.

## Музички спот
Видео-спот, који је режирао Дејвид Малет, почиње крупним планом Ајдоловог лица док се он подругљиво смеје, који се смењује са три певачице чија је лица немогуће идентификовати. Касније се појављује Стив Стивенс свирајући соло деоницу на гитари, а затим и Ајдол у својим познатим панк позама како плеше у шестоуглу од ватре, окружен приликама сакривеним капуљачама. Визуелни доживљај спота је у супротности са релативно лаганом песмом и њеним стиховима.

## Топ листе
| топ-листа (1984)                      | најбоља позиција |
| ------------------------------------- | ---------------- |
| Немачка топ-листа синглова            | 10               |
| Италијанска топ-листа синглова        | 14               |
| Швјацарска топ-листа синглова         | 21               |
| Британска топ-листа синглова          | 18               |
| Амерички Билборд хот 100              | 4                |
| Билбордова листа мејнстрим рок песама | 5                |

## Продукција
Песму Eyes Without a Face су написали Били Ајдол и Стив Стивенс, а продуцент је био Кит Форси. Поред тога, на албуму су били наведени и следећи подаци:
- вокал - Били Ајдол
- гитаре - Стив Стивенс
- бас - Сал Куевас
- бубњеви - Томи Прајс
- клавијатуре - Џуди Дозир
- пратећи вокали - Пери Листер

## Обраде
- 1996 - На албуму Флафи версус Фантазмик (енгл. Fluffy vs. Phantasmic)[3] једна од пет песама које изводи Фантазмик је обрада Eyes Without a Face.
- 1998 - немачки бенд Скутер је снимио своју верзију песме за албум No Time to Chill.[4][5]
- 2001 - песму је обрадила група Хавијера (шп. Javiera y Los Imposibles).[6][5]
- 2005 - Пол Енка је обрадио песму на свом албуму Rock Swings.[5][7]